# Sunam
Sunam là một thành phố và là nơi đặt hội đồng đô thị (municipal council) của quận Sangrur thuộc bang Punjab, Ấn Độ.

## Địa lý
Sunam có vị trí 30°08′B 75°48′Đ / 30,13°B 75,8°Đ Nó có độ cao trung bình là 231 mét (757 feet).

## Nhân khẩu
Theo điều tra dân số năm 2001 của Ấn Độ, Sunam có dân số 51.024 người. Phái nam chiếm 53% tổng số dân và phái nữ chiếm 47%. Sunam có tỷ lệ 62% biết đọc biết viết, cao hơn tỷ lệ trung bình toàn quốc là 59,5%: tỷ lệ cho phái nam là 66%, và tỷ lệ cho phái nữ là 57%. Tại Sunam, 13% dân số nhỏ hơn 6 tuổi.